# Ferdinand Wolf

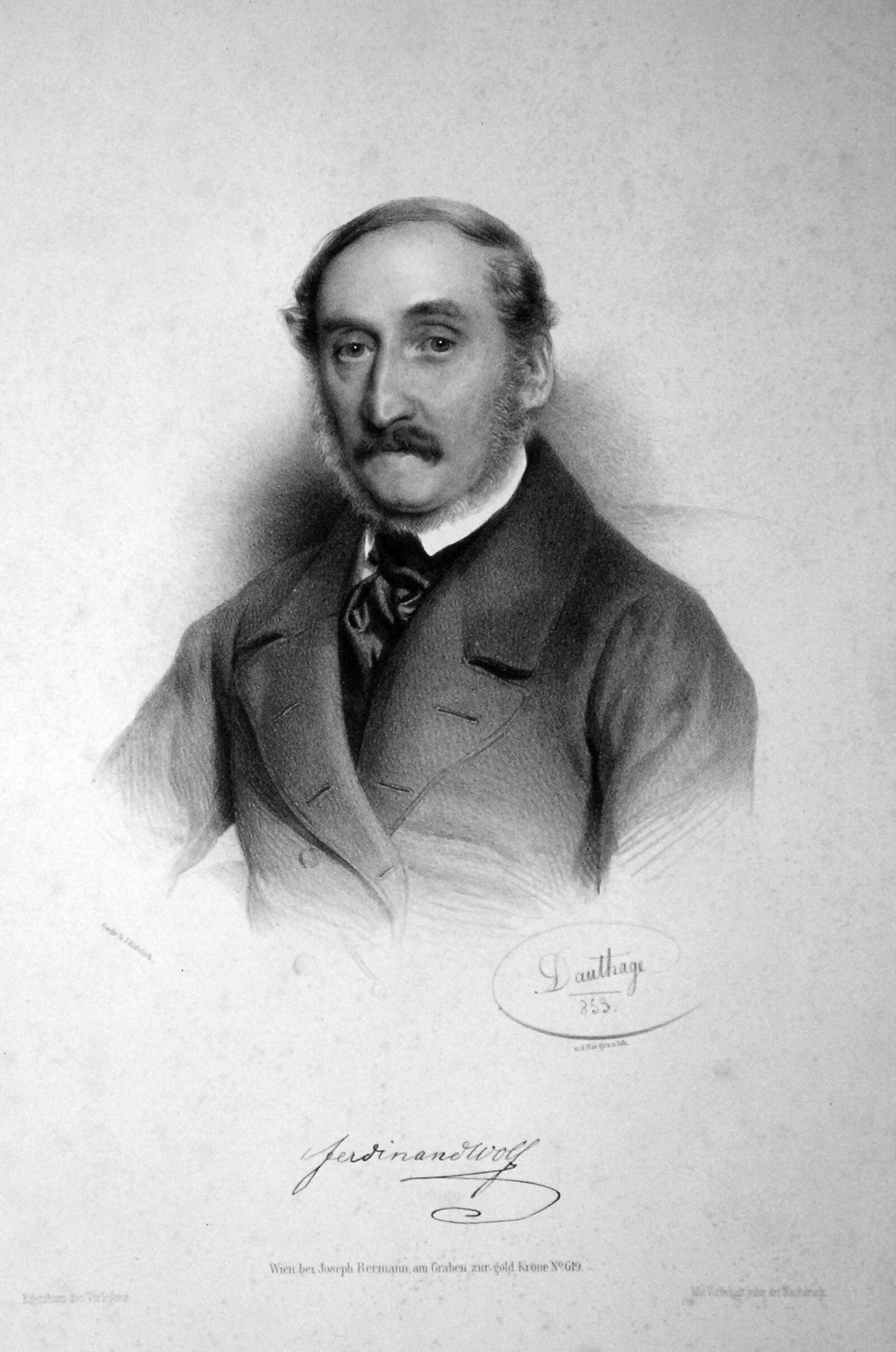
Ferdinand Wolf, Lithographie von Adolf Dauthage, 1853

Ferdinand Wolf (* 8. Dezember 1796 in Wien; †  18. Februar 1866 in Wien) war ein österreichischer Romanist.
Wolf studierte an der Universität Graz u. a. Philosophie und Rechtswissenschaften und ging anschließend zurück in seine Heimatstadt, um dort an der Universität ein Studium der Literaturgeschichte aufzunehmen. Nach erfolgreichem Abschluss bekam er 1819 eine Anstellung als Skriptor an der kaiserlichen Hofbibliothek und wurde später dort zum Kustos befördert. Sein Sohn Adolf löste ihn in diesem Amt als Nachfolger ab.
1847 war Wolf maßgeblich an der Gründung der Akademie der Wissenschaften zu  Wien beteiligt und leitete diese auch einige Zeit als deren Sekretär.
Bald nach seinem 69. Geburtstag starb Ferdinand Wolf am 18. Februar 1866 in Wien und fand dort auch seine letzte Ruhestätte.

## Schriften
als Autor
- Über die neuesten Leistungen der Franzosen für die Herausgabe ihrer National-Heldengedichte. Beck, Wien 1833. (Digitalisat)
- Floresta de rimas modernas castellanas. 2 Bände. Rohrmann y Schweigerd, Paris 1837. (Digitalisat Band 1), (Band 2)
- Über die Lais, Sequenzen und Leiche. Winter, Heidelberg 1841. (Digitalisat)
- Rosa de romances. Leipzig 1846 (auch als 3. Teil von Georg Bernhard Deppings Romancero).
- Über eine Sammlung spanischer Romanzen in fliegenden Blättern auf der Universitätsbibliothek zu Prag. Braumüller, Wien 1850. (Digitalisat)
- Studien zur Geschichte der spanischen und portugiesischen Nationalliteratur. Asher, Berlin 1859. (Digitalisat)
- Dom Antonio José da Silva, der Verfasser der sogenannten „Opern des Juden“ (Operas do Judeu). Gerold, Wien (Digitalisat der Ausgabe von 1860).
- Le Brésil littéraire. Histoire de la littérature brésilienne. Asher, Berlin 1863 (Digitalisat bei gallica.bnf.fr)
- Blütenlese aus der Gelehrtenkorrespondenz. Hrsg. von seinem Sohn Adolf Wolf.

 Herausgeber
- mit Stephan Ladislaus Endlicher: Die Sage vom Bruder Rausch. Wien 1835.
- mit Konrad Hofmann: Primavera y flor de romances. 2 Bände. Berlin 1856.
- Jahrbücher der Literatur. In Separatabdrücken erschienen unter anderem:
  - Beiträge zur Geschichte der kastilischen Nationalliteratur. Wien 1832.
  - Über altfranzösische Romanzen und Hofpoesie. Wien 1834.
  - Über die Romanzenpoesie der Spanier. Wien 1847.
- mit Adolf Ebert: Jahrbuch für romanische und englische Literatur.

Übersetzer
- George Ticknor: Geschichte der spanischen Literatur („The history of Spanish literature“). Leipzig 1865. Dazu erschien 1867 posthum ein Supplement.